# Gonçalo Mendes de Brito
Doutor Gonçalo Mendes de Brito, de Viana do Castelo, deputado e presidente da Mesa da Consciência e Ordens, juiz desembargador dos Agravos da Casa da Suplicação e do Paço.

## Biografia
Tirou o bacharelato em cânones, entre 1655 e 1662, na Universidade de Coimbra.
Por essa altura, em 1661, tornou-se irmão terceiro franciscano da Venerável Ordem Terceira da Penitência de São Francisco de Coimbra.
Em janeiro de 1669 era ouvidor em Braga.
Esteve como corregedor com alçada de Viseu e sua comarca (1675 a 1676) e também visto simultâneamente como curador da Comarca da mesma cidade de Viseu. Assim como o era, em 25 de Junho de 1678, corregedor do crime do Bairro de São Paulo, em Lisboa.
Foi igualmente juiz da Confraria de Nossa Senhora da Encarnação da Ameixoeira (1685 – 1690) e que durante esse período, em 1688, é o responsável pelo pagamento ao azulejador pela colocação de azulejos na nave da Igreja de Nossa Senhora da Encarnação da Ameixoeira, na referida cidade capital; é a custa do desembargador Gonçalo Mendes de Brito, que foi feito o retábulo-mor e a tribuna para expor o Santíssimo Sacramento.
Ainda em 4 de Fevereiro de 1700 foi juiz relator numa sentença.
E segundo refere Carvalho da Costa, na sua edição de 1712, apesar que ocupar o lugar de desembargador foi também superintendente do Tabaco em Lisboa.
Igualmente surge como procurador dos Viscondes de Vila Nova de Cerveira, D. Diogo de Lima Brito e Nogueira e D. João Fernandes de Lima e Vasconcelos.
Como curiosidade, é uma das duas pessoas que o médico João Curvo Semedo, pioneiro na investigação da medicina natural, se refere como tendo curado das aparições de seres fantasmagóricos durante o sono.

## Dados genealógicos
Filho de Gonçalo Mendes de Brito, seu homónimo (que era, por sua vez, filho de outro do mesmo nome), e do 1.º casamento de Susana Barbosa de Almeida, filha herdeira de Francisco de Abreu Pereira, o Cacheira, senhor do Paço de Lanheses e de Ana Barbosa de Almeida. Sem geração).